# Khnumhotep e Niankhkhnum

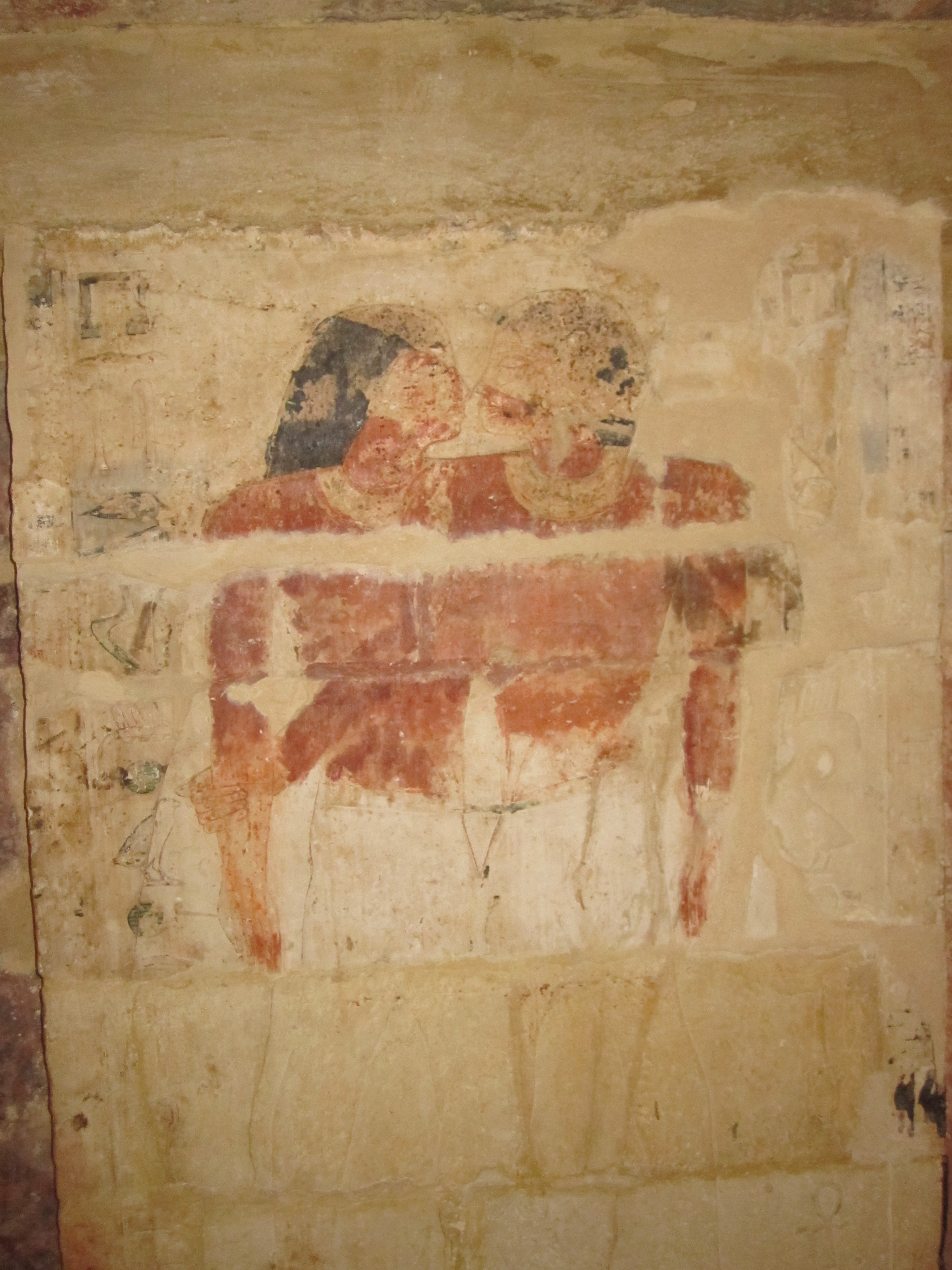
Niankhkhnum e a destra Khnumhotep, raffigurati abbracciati in una delle scene dipinte nella loro comune mastaba

Khnumhotep e Niankhkhnum sono considerati da alcuni egittologi e altri studiosi come la prima coppia omosessuale maschile documentata della storia. Antichi servi reali egiziani, condivisero a corte il titolo ufficiale di "supervisore dei manicuristi del palazzo del Re", durante i regni di Niuserra e Menkauhor, sesto e settimo faraone della V dinastia, che regnarono durante la seconda metà del XXV secolo a.C. Furono seppelliti insieme a Saqqara e sulla tomba in comune sono ricordati come "confidenti del re". Erano anche sacerdoti nel tempio solare ad Abu Gurab. Altri studiosi sostengono invece che i due fossero fratelli, forse addirittura gemelli, che vissero insieme durante la loro vita terrena, congiuntamente alle rispettive famiglie. Essi sono infatti a volte raffigurati con le loro mogli e i loro figli. Nella mastaba che è la loro sepoltura, in ogni caso, più di un affresco rappresenta una fase intima e affettiva di quella che sembrerebbe la loro vita quotidiana come coppia.

## La tomba

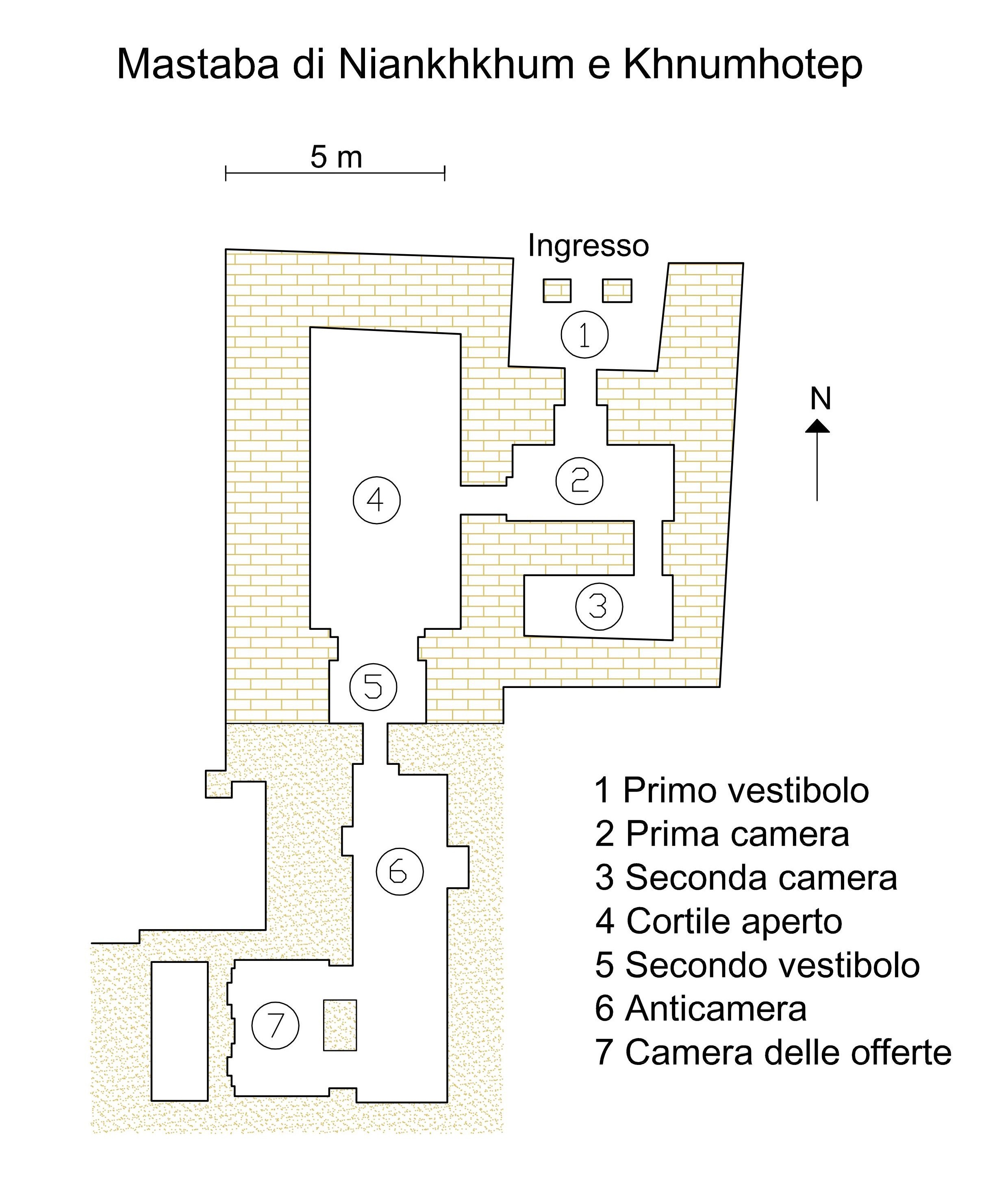
Piantina della mastaba

La tomba di Khnumhotep (nome che significa "Khnum è soddisfatto") e Niankhkhnum ("la vita appartiene a Khnum"), entrambi teoforici del dio della creazione Khnum, è situata all'interno della necropoli di Saqqara e fu scoperta nel 1964 dall'egittologo Ahmed Moussa, duranti gli scavi della rampa della piramide del faraone Unis.
La mastaba è una delle più grandi della necropoli ed è in parte costruita in pietra e in parte scavata in una formazione naturale di roccia calcarea. Fu probabilmente realizzata in tre fasi successive: inizialmente fu scavata la porzione nord dell'anticamera, a cui si accedeva da quello che ora è il cortile; in seguito l'anticamera venne ampliata fino alla sua lunghezza finale e fu aggiunta la camera delle offerte. Durante la terza fase fu realizzata la parte costruita in pietra, con le pareti esterne leggermente inclinate per offrire maggiore stabilità. Essa è costituita dall'ingresso con il successivo vestibolo, due camere, un cortile scoperto e un secondo vestibolo in corrispondenza dell'accesso all'anticamera.
Tutti i locali di questo livello erano accessibili ai visitatori che volessero onorare i due defunti. La tomba comprende anche un livello sotterraneo, a cui si accede da una botola situata in corrispondenza del secondo vestibolo, dove si trovano le camere funerarie. Al loro interno sono stati trovati i frantumi di due sarcofagi in pietra calcarea. I resti di Khnumhotep e Niankhkhnum non sono stati trovati.

## La vicenda

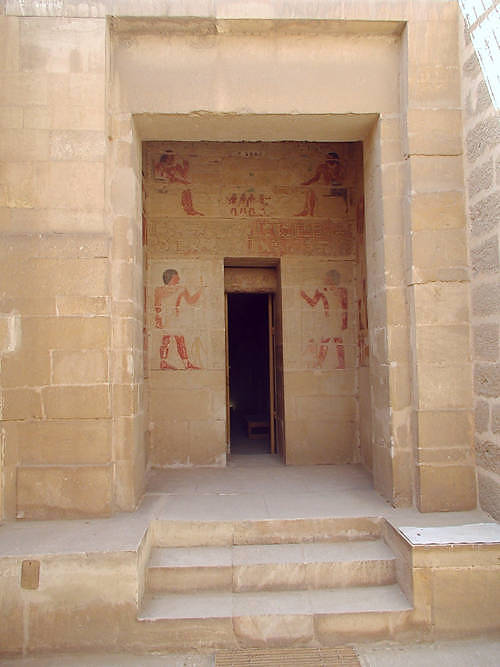
Ingresso del secondo vestibolo della mastaba di Khnumhotep e Niankhkhnum, visto dalla corte interna

Poco dopo il ritrovamento il capo ispettore per le Antichità del Basso Egitto, Mounir Basta, penetrò strisciando nella tomba e per primo testimoniò le rappresentazioni uniche di due uomini in un abbraccio intimo, qualcosa che nessuno aveva mai visto prima in tutte le tombe di Saqqara. Il supposto rapporto romantico tra Khnumhotep e Niankhkhnum si basa quindi sulle rappresentazioni tombali dei due uomini, che vengono più volte raffigurati in piedi naso contro naso, mano nella mano e abbracciati.
I critici sostengono che in altre raffigurazioni nella tomba entrambi gli uomini appaiono con le loro rispettive mogli e figli, suggerendo che gli uomini fossero in realtà fratelli, piuttosto che amanti. Khnumhotep aveva infatti una moglie con il nome di Khenut. La coppia aveva almeno cinque figli chiamati Ptahshepses, Ptahneferkhu, Kaizebi, Khnumheswef e Niankhkhnum il più giovane (che probabilmente doveva il suo nome al compagno del padre o zio, secondo le diverse tesi), nonché una figlia di nome Rewedzawes. La moglie di Niankhkhnum, Khentikawes, raffigurata nella scena di un banchetto, fu invece quasi completamente cancellata già nei tempi antichi e in altre raffigurazioni è Khnumhotep a occupare la posizione di solito designata per una moglie. La coppia appare nella tomba con tre figli maschi chiamati Hem-re, Qed-unas e Khnumhezewef, e tre femmine, Hemet-re, Khewiten-re e Nebet. Pertanto l'ipotesi più plausibile è che si tratti di due uomini bisessuali.
È in ogni caso l'unica tomba della necropoli in cui due uomini siano raffigurati abbracciati e mano nella mano; inoltre, i geroglifici dei loro due nomi sono combinati, dando luogo a un gioco di parole che potrebbe essere un riferimento alla loro relazione. Infatti, la parola egizia ẖnm non è utilizzata solo nel nome del dio Khnum, ma è anche un verbo che significa "unire", e pertanto la frase formata dall'unione dei due nomi
| W9 · N35 | S34 | W9 | R4 · X1 · Q3 |

può essere tradotta "uniti nella vita e uniti nella pace".

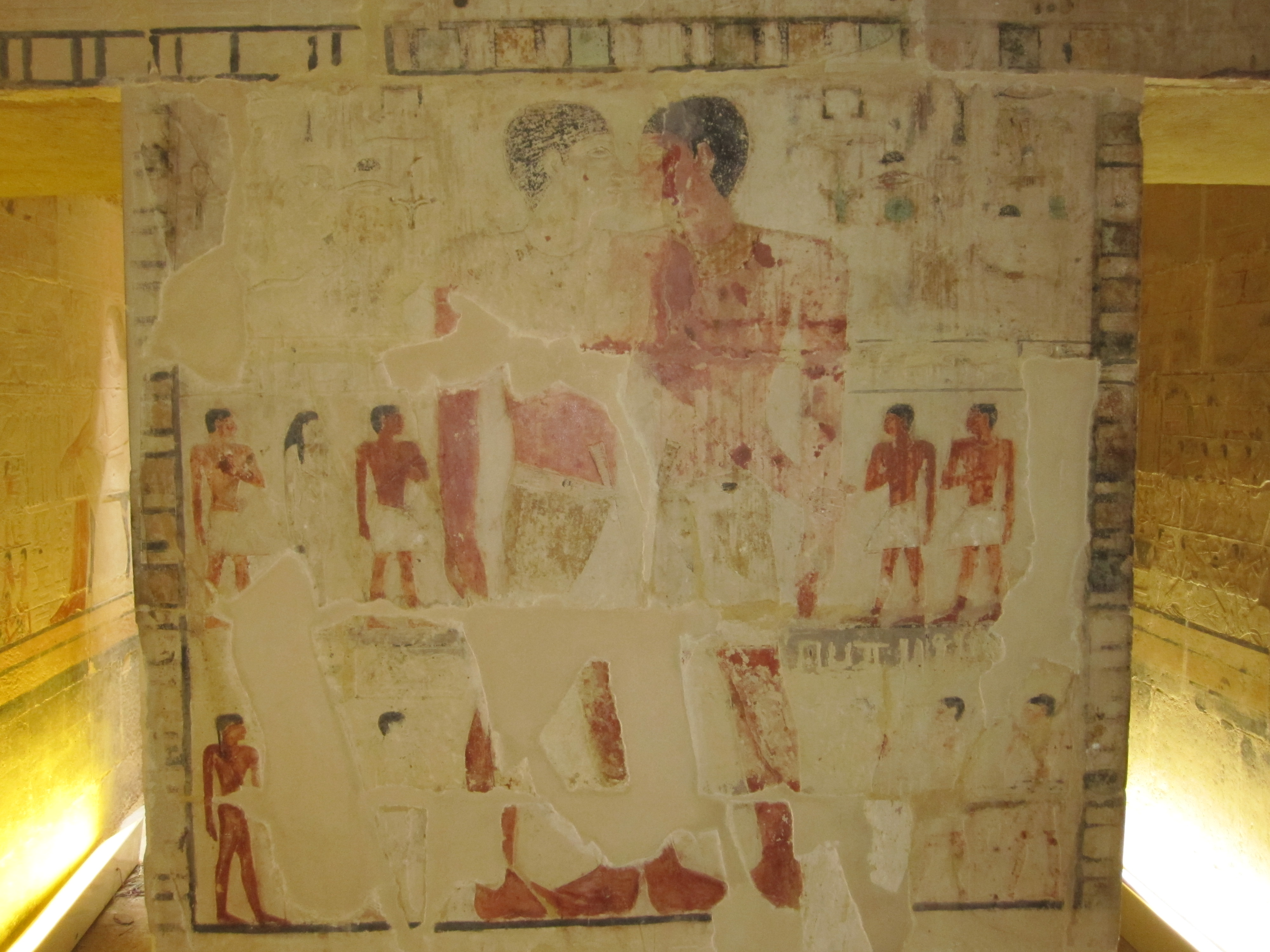
Un'altra raffigurazione che testimonierebbe l'intimità fra i due uomini

In una scena di banchetto, Niankhkhnum e Khnumhotep sono intrattenuti da danzatori, applauditori, musicisti e cantanti, con numerose scene di vita quotidiana e artigianale, mentre in un'altra supervisionano i preparativi del loro funerale. Ma i ritratti più sorprendenti sono quelli in cui i due si abbracciano nella posa più intima consentita canonicamente dall'arte egizia, circondati da quelli che sembrano essere i loro eredi.
Qualche studioso, come riportano Tosi e Graves-Brown, ha ipotizzato che i due uomini fossero fratelli o forse gemelli poiché i due uomini non sono solamente rappresentati assieme ma anche con le loro due mogli, le succitate Khentikawes e Khenut, più altre sette consorti sconosciute e numerosi figli.
Ma le modalità con cui sono rappresentati insieme sono del tutto simili a quelle che si riscontrano nelle tombe di coppie eterosessuali, solitamente interpretate dagli studiosi come coppie sposate. Interpretare Khnumhotep e Niankhkhnum come fratelli implicherebbe anche rivedere le altre rappresentazioni come coppie di fratello e sorella piuttosto che come coppie sposate. Questa teoria sarebbe plausibile, ma nessun egittologo l'ha mai sostenuta, anche se la questione resta tuttora dibattuta tra gli studiosi.